# Karl Ernst von Kleist
Karl Ernst Freiherr von Kleist (* 14. Juli 1839 in Niesky; † 5. März 1912 in Liegnitz) war ein preußischer Offizier, zuletzt Generalleutnant und Kommandeur der 3. Kavallerie-Brigade.

## Leben

### Herkunft
Karl Ernst entstammte dem nach Kurland ausgewanderten Zweig seines pommerschen uradeligen Geschlechts. Er selbst kam zwar aus diesem Zweig, gehörte aber zu einer nach Preußen zurückgewanderten Linie, aus der sein Vater am 30. August 1861 die Anerkennung des russischen Baronstitels als preußischer Freiherr erhielt. Karl Ernst war der älteste Sohn von Karl Heinrich von Kleist und dessen Ehefrau Agnese Natalie Alexandrine, geborene von Haugwitz (* 27. Januar 1807; † 26. März 1882). Sein Vater war preußischer Premierleutnant a. D. und von 1849 bis 1851 Abgeordneter des Preußischen Abgeordnetenhauses.

### Militärkarriere
Kleist wählte, wie es damals für junge Adlige üblich war, den Soldatenberuf. Er trat deshalb als Portepee-Fähnrich am 12. März 1859 in das 4. Dragoner-Regiment der Preußischen Armee ein. 1860 wurde er zum Sekondeleutnant ernannt und zum 7. Dragoner-Regiment versetzt. 1862 kam er in das 8. Dragoner-Regiment und wurde 1866 zum Premierleutnant und 1869 zum Rittmeister befördert. Während des Krieges gegen Österreich 1866 nahm Kleist mit seinem Regiment an einer Attacke bei Nachod teil. Auch am Krieg 1870/71 nahm er teil und erhielt das Eiserne Kreuz; bei der Kaiserproklamation in Versailles war er ebenfalls zugegen. 1880 wurde er zum Major befördert, und seit 1882 war Kleist etatmäßiger Stabsoffizier im Garde-Husaren-Regiment. 1887 wurde er zum Kommandeur des 8. Dragoner-Regiments in Oels ernannt. Anschließend stieg Kleist 1889 zum Kommandeur der 3. Kavallerie-Brigade in Allenstein auf. 1895 wurde er als Generalleutnant zur Disposition gestellt und in den Ruhestand verabschiedet. 

### Ehrungen
Die Stadt Namslau bei Oels, in der er viele Jahre in Garnison gelegen hatte, hatte ihn zum Ehrenbürger ernannt.

### Familie
Kleist war zweimal verheiratet. Zuerst seit dem 31. August 1864 mit Therese von Watzdorf (* 27. Mai 1842; † 14. September 1872). Nach ihrem Tod heiratete er am 23. August 1878 Johanna Freiin von Ohlen und Adlerskron (* 10. Juli 1860; † 14. Februar 1924). Er hatte aus seinen Ehen fünf Kinder, je zwei Söhne und Töchter aus der ersten und eine Tochter aus der zweiten Ehe.